# Francilienne

Ligging van de RN 104 als onderdeel van La Francilienne.

De Francilienne, vroeger bekend als de "interdepartementale rondweg van nieuwe steden", verwijst naar een geheel van snelwegen en autowegen die de agglomeratie Parijs over 160 kilometer omcirkelen en achtereenvolgens Cergy-Pontoise, Roissy, Marne-la-Vallée, Sénart, Évry-Courcouronnes en Saint-Germain-en-Laye bedienen (het westelijke deel is nog niet omgebouwd tot snelweg), waardoor het mogelijk is om Parijs op een afstand van ongeveer dertig kilometer te omzeilen. Het kan beschouwd worden als een derde ring rond Parijs, gelegen tussen de Boulevard Périphérique en de snelweg A86 aan de ene kant en de Grand contournement de Paris aan de andere kant, hoewel deze laatste collectie van snelwegen en autowegen onvolledig is en te ver van Parijs ligt om echt als een ringweg te worden beschouwd.
La Francilienne neemt zijn naam van de omgorde regio Île-de-France. De inwoners van de regio worden "Franciliens" genoemd, een gentilé voorgesteld in 1985 door Michel Giraud, in zijn boek L'Île-de-France, région capitale en geadopteerd door de Académie française in 1986.
Als onderdelen van de Francilienne worden beschouwd:
- , van Méry-sur-Oise tot Villiers-Adam;
- , van Villiers-Adam tot Épiais-lès-Louvres;
- , van Épiais-lès-Louvres tot Compans;
- , van Compans tot Mitry-Mory;
- , van Mitry-Mory tot Croissy-Beaubourg;
- , van Croissy-Beaubourg tot Lognes;
- , van Lognes tot Marcoussis.